# Бетті Параскевас
Ріта Е. "Бетті" Параскевас (англ. Rita E. "Betty" Paraskevas) (8 квітня 1929 - 7 квітня 2010) — американська письменниця найбільш відома завдяки своїм творам для дітей таких як Меггі та лютий звір та Грейсі Грейвз та дітки з класу 402. 
Народившись у Нью-Джерсі, до того, як стати дитячим автором, Параскевас багато років працювала драматургом та ліриком на Бродвеї, працюючи з продюсером Гаррі Рігбі  на таких шоу, як Sugar Babies та No, No, Nanette . 